# Коликов, Алексей Леонтьевич
Алексей Леонтьевич Коликов (март 1906, село Лисичье (Лисичанск) Екатеринославской губернии, теперь город Лисичанск Луганской области — ?) — советский партийный деятель, председатель Черновицкого облисполкома, депутат Верховного Совета УССР 1—2-го созывов.

## Биография
Родился в семье шахтёра. Окончил четыре класса школы.
С тринадцати лет начал трудовую деятельность. В 1919—1921 г. — коногон шахты. Затем был учеником токаря.
В 1924 году вступил в комсомол. В 1924—1926 г. — ученик школы фабрично-заводского обучения на шахте, получил специальность токаря. Работал токарем шахтно-механической мастерской, избирался членом бюро Лисичанского районного комитета ЛКСМУ.
Член ВКП(б) с 1927 года.
С 1928 года работал в Лисичанском районном комитете профессионального союза горняков в Донбассе.
С 1930 года учился в Киевском машиностроительном институте, избирался секретарем факультетского партийного бюро.
В 1933—1935 г. — заместитель начальника Политического отдела Серахской машинно-тракторной станции Туркменской ССР.
В 1935—1938 г. — в управлении народнохозяйственного учета в городе Киеве.
В 1938 — ноябрь 1939 г. — секретарь исполнительного комитета Киевского областного совета депутатов трудящихся.
После присоединения Западной Украины к УССР, постановлением Политического бюро ЦК КП(б)Украины (№ 860-оп) 27 ноября 1939 года был назначен заместителем председателя Дрогобычского областного исполнительного комитета.
В ноябре 1939 — августе 1940 г. — заместитель председателя исполнительного комитета Дрогобычского областного совета депутатов трудящихся.
20 августа 1940 — июле 1941 г. — председатель исполнительного комитета Черновицкого областного совета депутатов трудящихся.
С 1941 г. — в Красной армии. В 1942 году был помощником члена Военного совета Северо-Кавказского фронта Лазаря Моисеевича Кагановича.
В 1944 — 13 августа 1948 — председатель исполнительного комитета Черновицкого областного совета депутатов трудящихся.
В 60-х годах работал директором Ровенского льнокомбината Ровенской области.

## Звание
- бригадный комиссар

## Награды
- орден Трудового Красного Знамени (23.01.1948)
- орден Отечественной войны 1-й ст. (1945)
- орден Отечественной войны 2-й ст. (6.04.1985)
- ордена
- медали